# Pselaptrichus cornus
Pselaptrichus cornus är en skalbaggsart som beskrevs av Chandler 1983. Pselaptrichus cornus ingår i släktet Pselaptrichus och familjen kortvingar. Inga underarter finns listade i Catalogue of Life.